# Romna bicolor
Romna bicolor är en insektsart som beskrevs av Alan C. Eyles och Carvalho 1988. Romna bicolor ingår i släktet Romna och familjen ängsskinnbaggar. Inga underarter finns listade i Catalogue of Life.